# Tantale indien
Mycteria leucocephala
Espèce
Statut de conservation UICN

 LC  : Préoccupation mineure
Le Tantale indien (Mycteria leucocephala) est une grande espèce d'échassier asiatique appartenant à la famille des Ciconiidae.

## Description

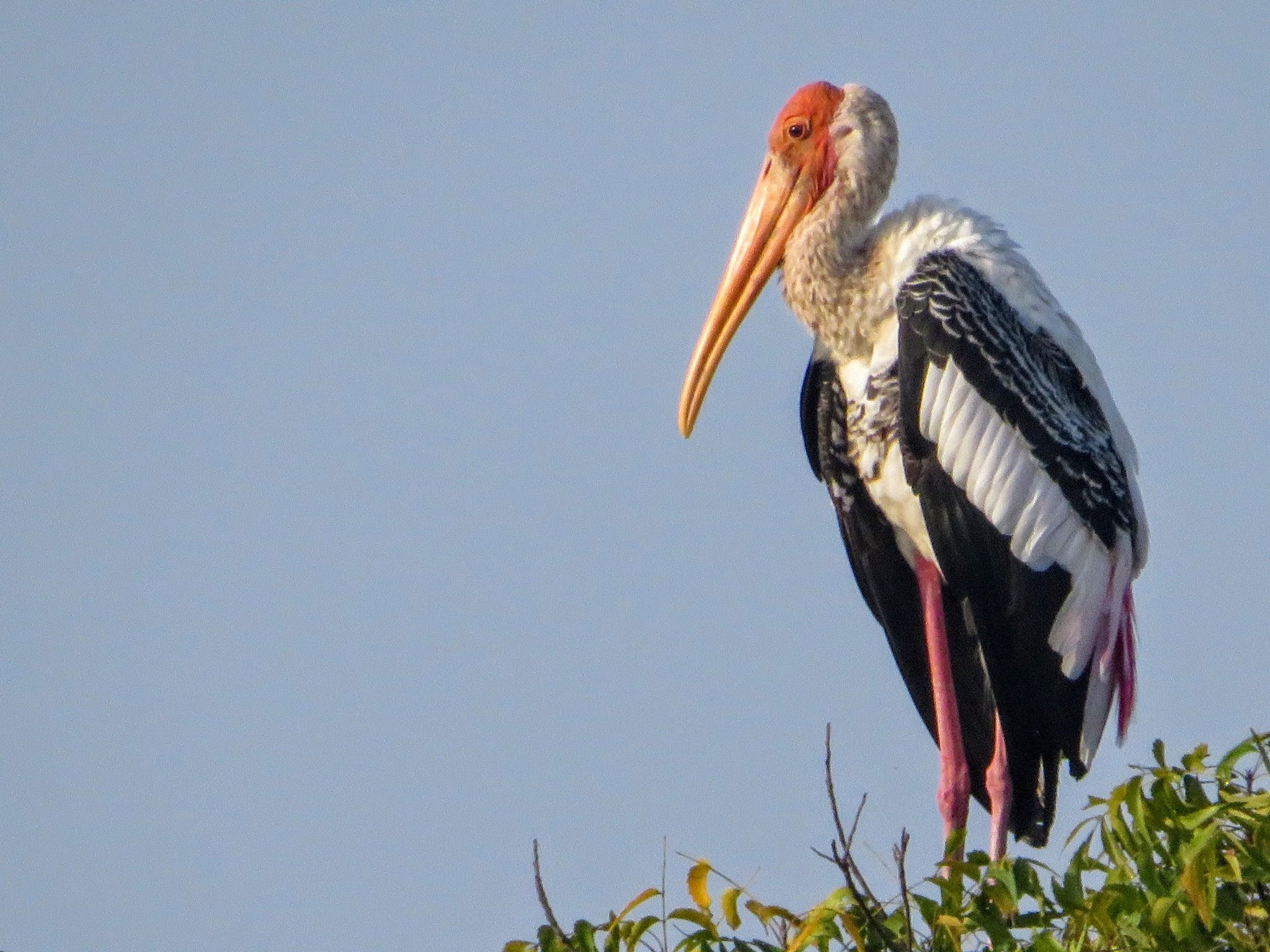
Tantale indien, Inde, Gujarat, Jamnagar

Le tantale indien peut atteindre 1 m de long et a une envergure de 1,5 m.
Il pèse de 2 à 3,5 kg.
Son corps est couvert de plumes blanches ; ses ailes sont couvertes de plumes noires et blanches, rouge-rose à l'extrémité.
Il a un long bec jaune recourbé vers le bas qui ressemble à celui de l'ibis, et une tête rouge ou orange, chauve pour fouiller la vase sans abîmer ses plumes.

## Distribution
On trouve cet oiseau en Inde, au Sri Lanka, en Asie du Sud-Est et tout le long du littoral de la Chine.

Aire de répartition du tantale indien

## Habitat
Il vit dans les lacs d'eau douce, dans les marais, au bord des rivières et dans les rizières. C'est un migrateur partiel.

## Alimentation
Cette cigogne pèche et se nourrit de poissons, de mollusques, de grenouilles et d'insectes aquatiques.

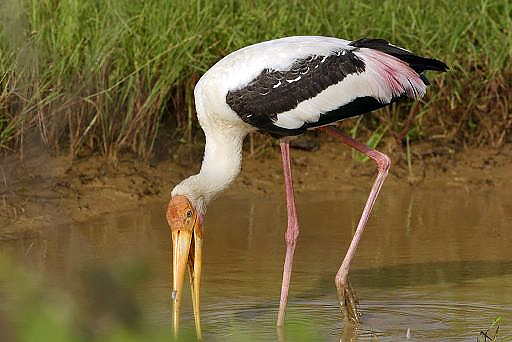
Tantale indien pêchant en Inde.

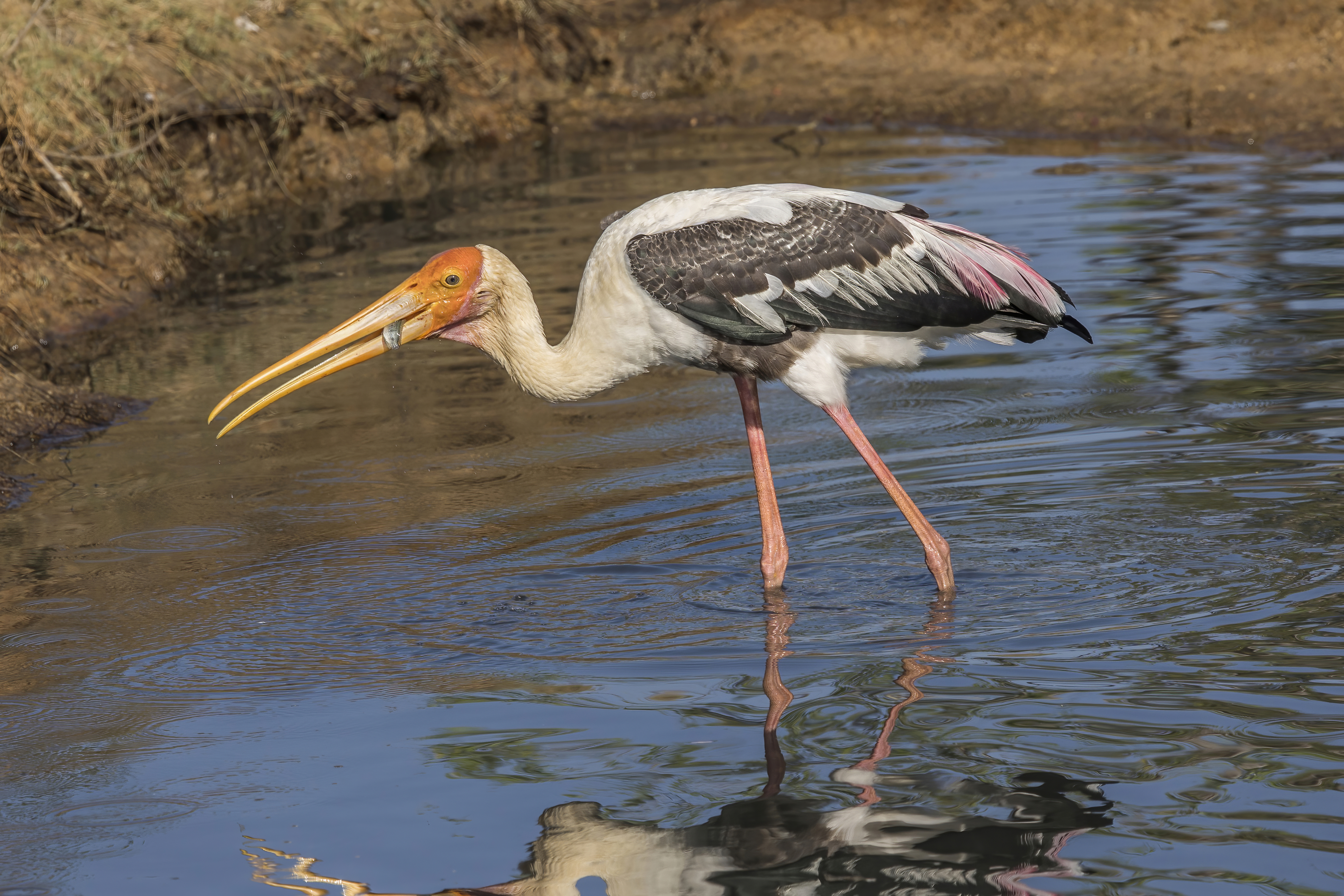
Un tantale indien en train de se nourrir. Février 2022.

## Reproduction
Le tantale indien niche en formant de grandes colonies, souvent avec d'autres oiseaux comme des échassiers. Il choisit fréquemment comme arbre pour son nid un acacia arabica, un barringtonia racemosa ou un prosopis cineraria, parfois un figuier, un figuier des pagodes. On peut souvent observer plus de 20 nids dans un seul arbre. Le nid est une grande plateforme constituée de branchages, de rameaux et de plantes aquatiques ramassés sur l'eau. La femelle pond de 2 à 5 œufs blancs et les parents les couvent à tour de rôle pendant près de 28 jours puis ils nourrissent les oisillons.

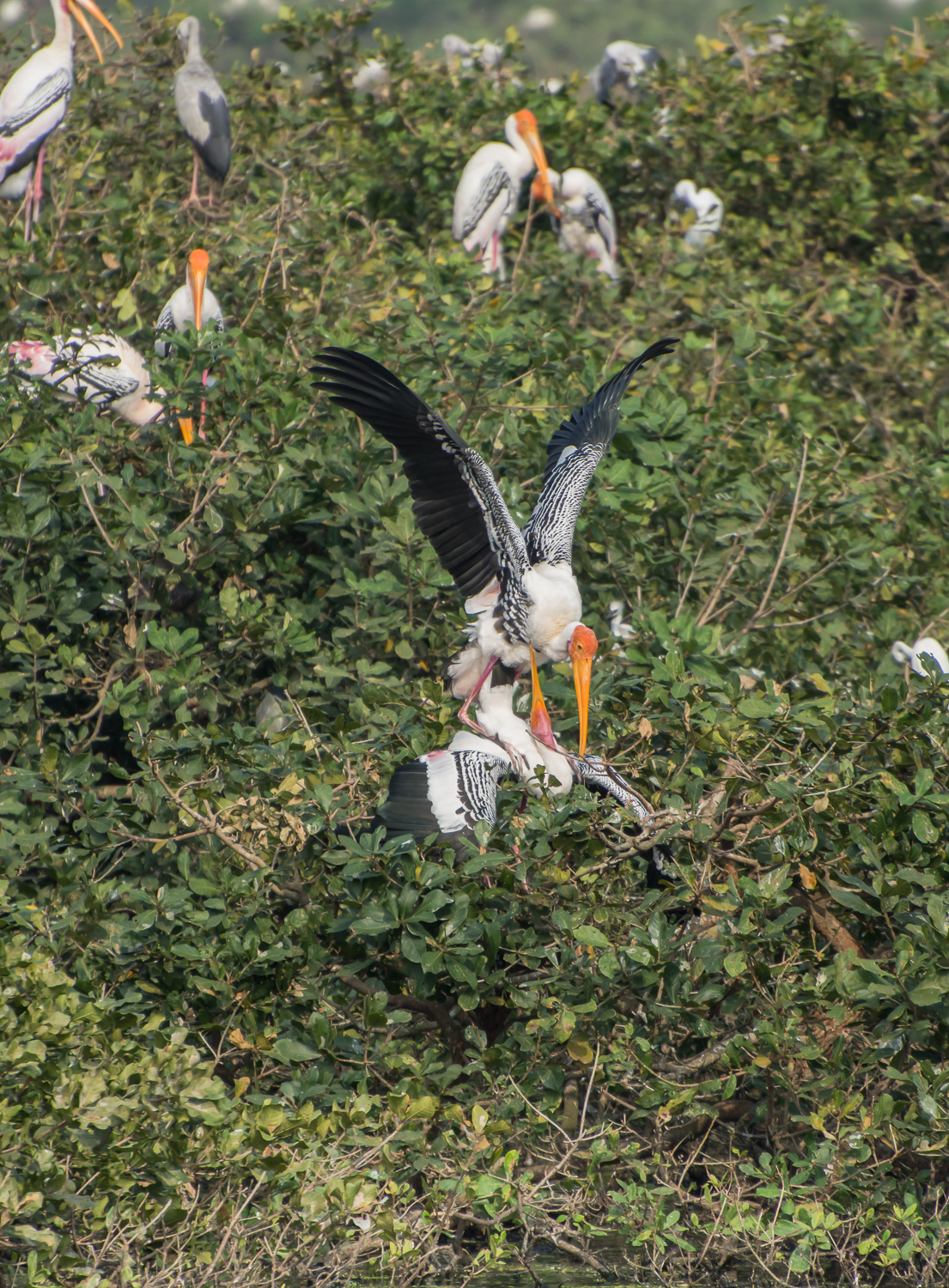
Accouplement
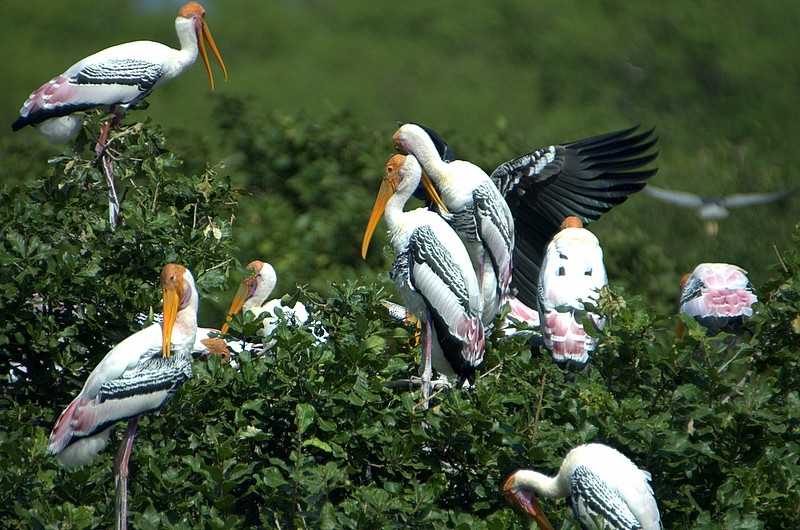
Colonie
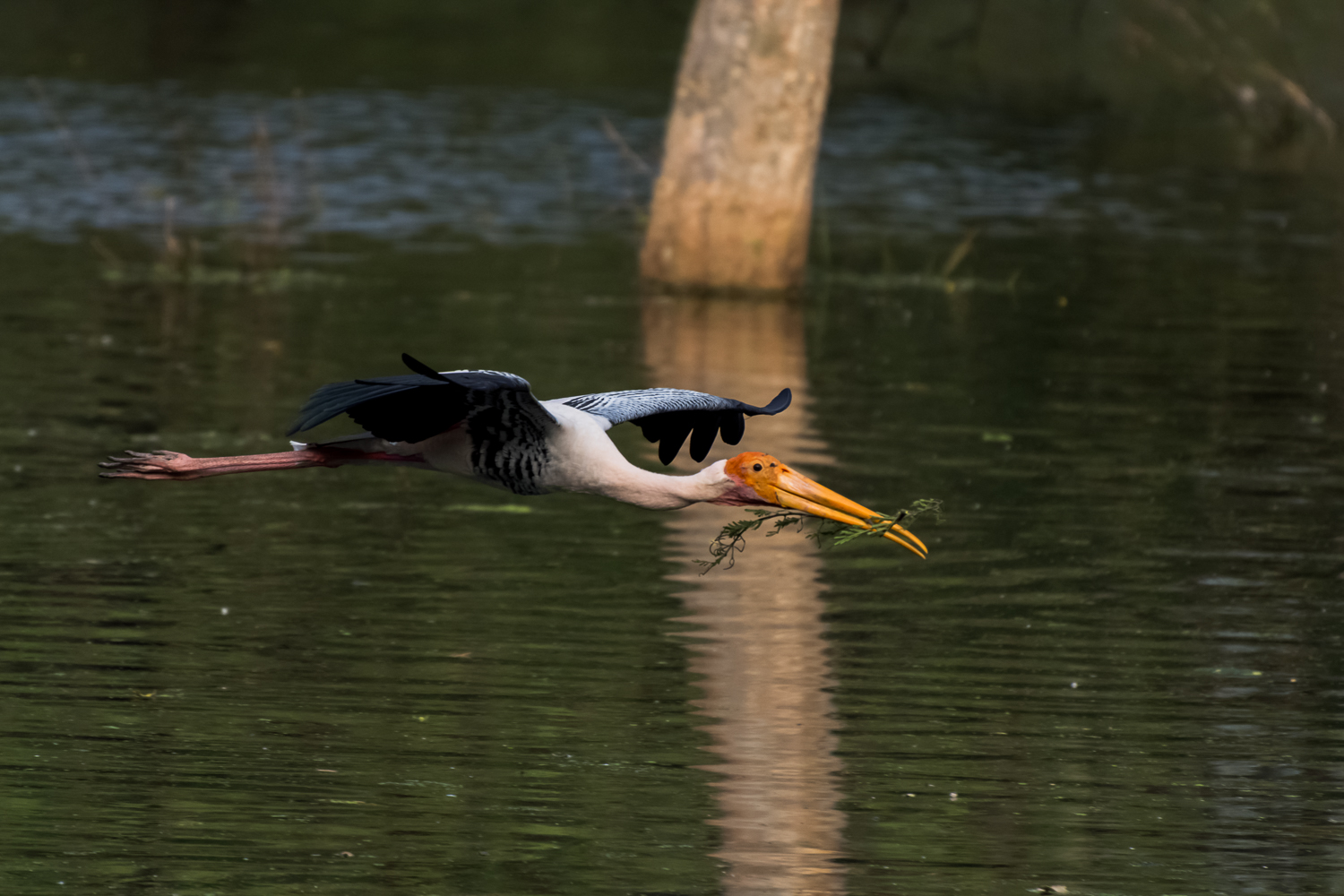
Transport d'une branche pour le nid
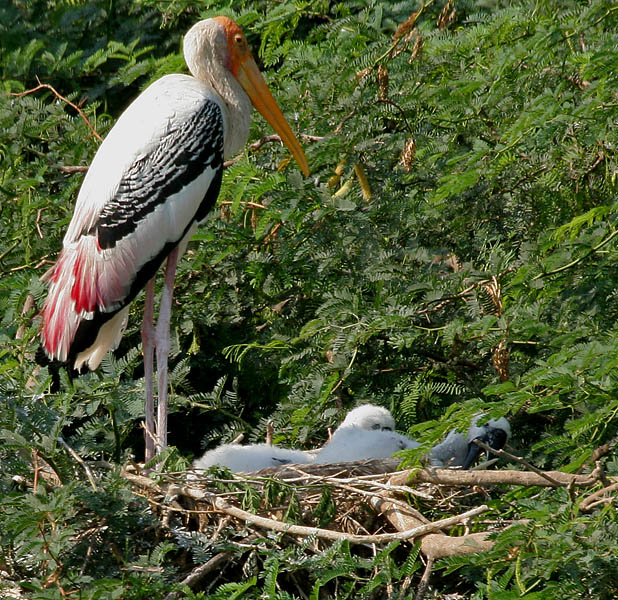
Parent, oisillons et nid dans un arbre Prosopis
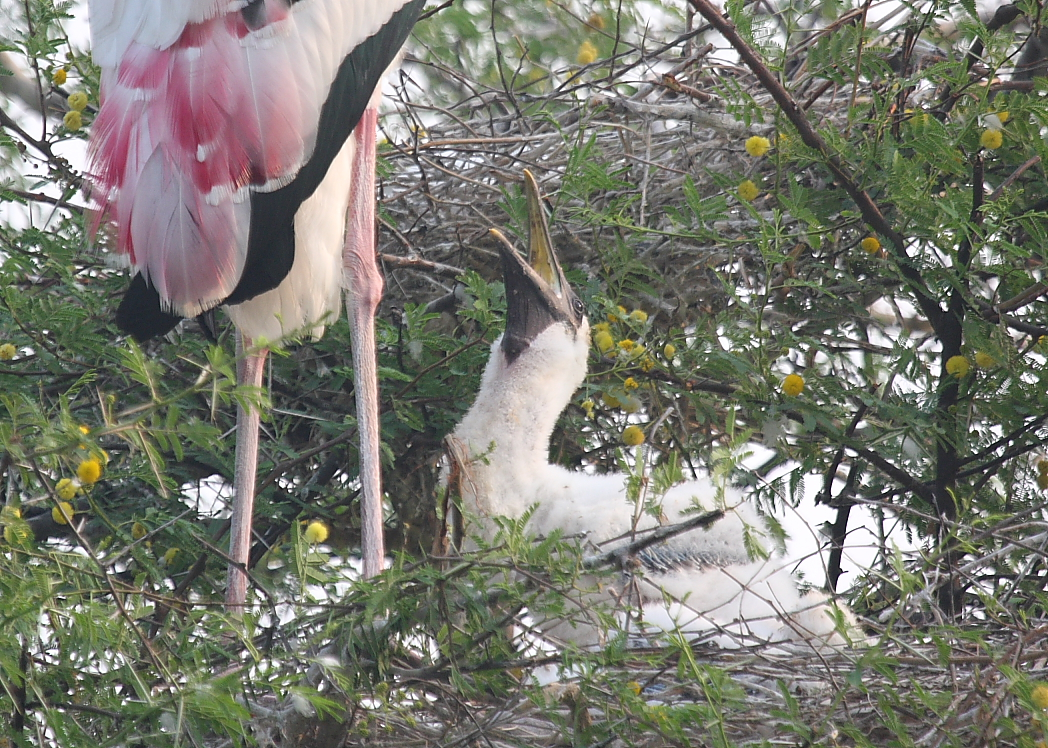
Parent donnant la becquetée à son petit